# Franziska Hoop
Franziska Hoop (* 1990) ist eine liechtensteinische Politikerin (FBP). Seit 2021 ist sie Abgeordnete im liechtensteinischen Landtag.

## Biografie
Hoop absolvierte eine Ausbildung zur Kauffrau und studierte danach Soziale Arbeit. Als Diplom-Sozialpädagogin FH arbeitet sie beim Amt für Soziale Dienste im Bereich Kinder- und Jugenddienst. Neben ihrer beruflichen Tätigkeit ist sie als Skitrainerin bei Special Olympics Liechtenstein aktiv.
Bei der Landtagswahl in Liechtenstein 2021 wurde sie für die Fortschrittliche Bürgerpartei in den Landtag des Fürstentums Liechtenstein gewählt. 2025 erfolgte ihre Wiederwahl. Anschließend wurde sie zur Vizepräsidentin des Landtags gewählt.